# Udoka Azubuike
Udoka Timothy Azubuike (ur. 17 września 1999 w Lagos) – nigeryjski koszykarz, występujący na pozycjach silnego skrzydłowego lub środkowego, od 2023 zawodnik Phoenix Suns.
W 2014 wystąpił w meczu gwiazd Jordan Classic International. Rok później zaliczył udział w turnieju Nike Global Challenge i Adidas Nations. W drugiej z wymienionych imprez zdobył srebrny medal.
W 2016 wystąpił w spotkaniach wschodzących gwiazd − McDonald’s All-American, Jordan Brand Classic, Nike Hoop Summit.
8 sierpnia 2023 dołączył do Phoenix Suns.

## Osiągnięcia
Stan na 28 września 2023, na podstawie, o ile nie zaznaczono inaczej.
NCAA
- Uczestnik rozgrywek:
  - NCAA Final Four (2018)
  - Elite 9 turnieju NCAA (2017, 2018)
  - turnieju NCAA (2017–2019)
- Mistrz:
  - turnieju konferencji Big 12 (2018)
  - sezonu regularnego Big 12 (2017, 2018, 2020)
- MVP turnieju Maui Invitational (2020)
- Koszykarz roku Big 12 (2020)[5]
- Obrońca roku NCAA (2020 według NABC)[6]
- Zaliczony do:
  - I składu:
    - Big 12 (2020)
    - defensywnego Big 12 (2020)
    - turnieju Maui Invitational (2020)

  - II składu:
    - All-American (2020)
    - Academic All-Big 12 (2018)

  - III składu Big 12 (2018)
- Zawodnik kolejki Big 12 (27.01.2020, 10.02.2020, 24.02.2020)
- Liderzy:
  - NCAA w skuteczności z gry (2018 – 77%, 2020 – 74,8%)[7]
  - Big 12 w:
    - średniej zbiórek (2020 – 10,5)
    - liczbie zbiórek (2020 – 324)